# Liste der Spiele um den Afro-Asien-Pokal für Nationalmannschaften
Die Liste der der Spiele um den Afro-Asien-Pokal für Nationalmannschaften führt alle Spiele um dieses interkontinentalen Vergleich zwischen dem Afrikameister und Asienmeister im Fußball mit allen statistischen Details auf.

## 1978

### Hinspiel
| Iran                                    | Iran | Ghana | Ghana |
| --------------------------------------- | --- | --- | ----- |
| Iran                                    | \| 19. Mai 1978 in Teheran (Azadi-Stadion) \| \| Ergebnis: 3:0 \| \| Zuschauer: 8.000 \| \| Schiedsrichter: Abdul Wahab ( Kuwait) \| | \| 19. Mai 1978 in Teheran (Azadi-Stadion) \| \| Ergebnis: 3:0 \| \| Zuschauer: 8.000 \| \| Schiedsrichter: Abdul Wahab ( Kuwait) \| | Ghana |
| Iran                                    | Karim Boostani – Mehdi Dinvarzadeh (Mohammad Mayeli Kohan), Kazem Seyed Alikhani, Mohammad Dadkan – Ahmad Sanjari (Mohammad Ahmadzadeh), Kamal Khalilian, Hossein Hosseini (Alireza Heydari), Majeed Salimpour, Ali Akbar Yousefi – Parviz Ghelichkhani, Gholamhossein Mazloumi Cheftrainer: ? | ? Cheftrainer: ? | Ghana |
| Iran                                    | 1:0 Ghelichkhani 2:0 Khalilian 3:0 Mazloumi | | Ghana |
| 19. Mai 1978 in Teheran (Azadi-Stadion) | | |       |
| Ergebnis: 3:0                           | | |       |
| Zuschauer: 8.000                        | | |       |
| Schiedsrichter: Abdul Wahab ( Kuwait)   | | |       |

### Rückspiel
Das Rückspiel fand aufgrund der Islamische Revolution im Iran nicht mehr statt. Der Titel wurde nicht vergeben.

## 1985

### Hinspiel
| Kamerun                                              | Kamerun | Saudi-Arabien | Saudi-Arabien |
| ---------------------------------------------------- | --- | --- | ------------- |
| Kamerun                                              | \| 15. September 1985 in Yaoundé (Stade Ahmadou Ahidjo) \| \| Ergebnis: 4:1 (2:1) \| \| Zuschauer: 60.000 \| \| Schiedsrichter: Tesfaye Gebreyesus ( Äthiopien) \| | \| 15. September 1985 in Yaoundé (Stade Ahmadou Ahidjo) \| \| Ergebnis: 4:1 (2:1) \| \| Zuschauer: 60.000 \| \| Schiedsrichter: Tesfaye Gebreyesus ( Äthiopien) \| | Saudi-Arabien |
| Kamerun                                              | André Marie Boé – Charles Toubé, Christian Ebwéa Bilé, Emmanuel Kundé , Voungai Salomon – Émile Mbouh, André Kana-Biyik, Jean-Jacques Missé-Missé (Oumarou Mamoudou), Louis-Paul M’Fédé – Roger Milla (Laurent Ebendeng Mengue), François Omam-Biyik Cheftrainer: Claude Le Roy ( Frankreich) | Abdullah al-Deayea – Sameer Abdulshaker, Abdulaziz Omar (75. Hussein al-Bishi), Ahmad al-Bishi, Fahd al-Harifi al-Bischi – Fahad al-Musaibeah, Bandar Serour, Mohammad al-Jawad – Madschid Mohammed Abdullah, Saleh Khalifa al-Dosari, Hussam Abu Dawud Cheftrainer: Khalil al-Zayani | Saudi-Arabien |
| Kamerun                                              | 1:0 Omam-Biyik (8.) 2:0 Milla (33.) 3:1 Milla (84.) 4:1 Kundé (87. Elfm.) | 2:1 Abu Dawud (44.) | Saudi-Arabien |
| 15. September 1985 in Yaoundé (Stade Ahmadou Ahidjo) | | |               |
| Ergebnis: 4:1 (2:1)                                  | | |               |
| Zuschauer: 60.000                                    | | |               |
| Schiedsrichter: Tesfaye Gebreyesus ( Äthiopien)      | | |               |

### Rückspiel
| Saudi-Arabien                                            | Saudi-Arabien | Kamerun | Kamerun |
| -------------------------------------------------------- | --- | --- | ------- |
| Saudi-Arabien                                            | \| 4. Oktober 1985 in Ta'if (King Fahd Sports City Stadion) \| \| Ergebnis: 2:1 (1:0) \| \| Zuschauer: 20.000 \| \| Schiedsrichter: Jassim Mandi ( Bahrain) \| | \| 4. Oktober 1985 in Ta'if (King Fahd Sports City Stadion) \| \| Ergebnis: 2:1 (1:0) \| \| Zuschauer: 20.000 \| \| Schiedsrichter: Jassim Mandi ( Bahrain) \| | Kamerun |
| Saudi-Arabien                                            | Abdullah al-Deayea – Nasser al-Meaweed, Sameer Abdulshaker, Saleh al-Nu'eimeh , Ahmad al-Bishi, Jamal Mohammed – Fahd al-Harifi al-Bischi (75. Naser al-Dossari), Fahad al-Musaibeah, Mohammad al-Jawad – Muhaisen al-Dosari, Hussam Abu Dawud (80. Saleh Khalifa al-Dosari) Cheftrainer: Khalil al-Zayani | André Marie Boé – Charles Toubé, Voungai Salomon, Christian Ebwéa Bilé, Edmond Enoka, Emmanuel Kundé , – Émile Mbouh, Louis-Paul M’Fédé, Oumarou Mamoudou (Jean-Jacques Missé-Missé) – François Omam-Biyik, Adama Haman (Dagobert Dang) Cheftrainer: Claude Le Roy ( Frankreich) | Kamerun |
| Saudi-Arabien                                            | 1:0 Mohammed (9.) 2:0 al-Jawad (86.) | 1:1 Omam-Biyik (57.) | Kamerun |
| Saudi-Arabien                                            | al-Jawad (43.) | | Kamerun |
| 4. Oktober 1985 in Ta'if (King Fahd Sports City Stadion) | | |         |
| Ergebnis: 2:1 (1:0)                                      | | |         |
| Zuschauer: 20.000                                        | | |         |
| Schiedsrichter: Jassim Mandi ( Bahrain)                  | | |         |

## 1988
| Südkorea                                          | Südkorea | Ägypten | Ägypten |
| ------------------------------------------------- | --- | --- | ------- |
| Südkorea                                          | \| 6. Januar in Doha (Khalifa International Stadium) \| \| Ergebnis: 1:1 n. V., 4:3 i. E. \| \| Zuschauer: 15.000 \| \| Schiedsrichter: Jassim Mandi ( Bahrain) \|                                               | \| 6. Januar in Doha (Khalifa International Stadium) \| \| Ergebnis: 1:1 n. V., 4:3 i. E. \| \| Zuschauer: 15.000 \| \| Schiedsrichter: Jassim Mandi ( Bahrain) \|                                                           | Ägypten |
| Südkorea                                          | Cho Byung-deuk – Park Kyeong-hun, Gu Sang-bum, Cho Young-jeung, Jung Yong-hwan – Noh Soo-jin, Kim Sam-soo, Lee Tae-ho – Choi Soon-ho, Chung Hae-won, Byun Byung-joo (Choi Sang-kook) Cheftrainer: Jong-Hwan Park | Ahmed Shobair – Ali Shehata, Hamada Sedki, Mohamed Omar El-Zeer, Mohamed Saad, Alaa Mayhoub – Ayman Younes, Ismail Youssef, Mohamed Ramadan – Emad Soliman, Gamal Abdel-Hamid (Ahmed el-Kass) Cheftrainer: Mahmoud el-Gohary | Ägypten |
| Südkorea                                          | 1:0 Lee Tae-ho (65.) | 1:1 Younes (88.) | Ägypten |
| Südkorea                                          | Elfmeterschießen | | Ägypten |
| Südkorea                                          | 1:1 ? 2:2 ? 3:2 ? 4:3 ? | 0:1 Soliman 1:2 Shehata Ramadan 3:3 el-Kass Younes | Ägypten |
| 6. Januar in Doha (Khalifa International Stadium) | | |         |
| Ergebnis: 1:1 n. V., 4:3 i. E.                    | | |         |
| Zuschauer: 15.000                                 | | |         |
| Schiedsrichter: Jassim Mandi ( Bahrain)           | | |         |

## 1991

### Hinspiel
| Iran                                          | Iran | Algerien | Algerien |
| --------------------------------------------- | --- | --- | -------- |
| Iran                                          | \| 27. September 1991 in Teheran (Azadi-Stadion) \| \| Ergebnis: 2:1 (1:1) \| \| Zuschauer: 100.000 \| \| Schiedsrichter: Nizar Watti ( Syrien) \| | \| 27. September 1991 in Teheran (Azadi-Stadion) \| \| Ergebnis: 2:1 (1:1) \| \| Zuschauer: 100.000 \| \| Schiedsrichter: Nizar Watti ( Syrien) \| | Algerien |
| Iran                                          | Ahmad Reza Abedzadeh – Javad Zarincheh, Mojtaba Moharrami, Reza Hassanzadeh, Mohammad Panjali (46. Nader Mohammadkhani) – Morteza Fonounizadeh, Majid Namjoo-Motlagh, Hamid Derakhshan, Mehdi Abtahi – Samad Marfavi, Ali Asghar Modir Roosta (79. Nasser Mohammadkhani) Cheftrainer: Ali Parvin | Antar Osmani – Mourad Rahmouni, Tarek Lazizi, Mahieddine Meftah, Omar Belatoui – Malik Zorgane (79. Abdelhafid Tasfaout), Moussa Saïb, Abdelkader Ferhaoui, Tahar Chérif el-Ouazzani – Rabah Madjer , Lyazid Sandjak (86. Khaled Lounici) Cheftrainer: Abdelhamid Kermali | Algerien |
| Iran                                          | 1:0 Marfavi (13.) 2:1 Marfavi (78.) | 1:1 Lazizi (23.) | Algerien |
| 27. September 1991 in Teheran (Azadi-Stadion) | | |          |
| Ergebnis: 2:1 (1:1)                           | | |          |
| Zuschauer: 100.000                            | | |          |
| Schiedsrichter: Nizar Watti ( Syrien)         | | |          |

### Rückspiel
| Algerien                                          | Algerien | Iran | Iran |
| ------------------------------------------------- | --- | --- | ---- |
| Algerien                                          | \| 13. Oktober 1991 in Algier (Stade 5 Juillet 1962) \| \| Ergebnis: 1:0 (0:0) \| \| Zuschauer: 30.000 \| \| Schiedsrichter: Neji Jouini ( Tunesien) \|                                                                                 | \| 13. Oktober 1991 in Algier (Stade 5 Juillet 1962) \| \| Ergebnis: 1:0 (0:0) \| \| Zuschauer: 30.000 \| \| Schiedsrichter: Neji Jouini ( Tunesien) \|                                                                              | Iran |
| Algerien                                          | Antar Osmani – Kamel Adjas, Ali Benhalima, Lyazid Sandjak, Fodil Megharia – Malik Zorgane (79. Khaled Lounici), Moussa Saïb, Abdelkader Ferhaoui, Tahar Chérif el-Ouazzani – Djamel Menad, Rabah Madjer Cheftrainer: Abdelhamid Kermali | Ahmad Reza Abedzadeh – Javad Zarincheh, Mojtaba Moharrami, Reza Hassanzadeh, Nader Mohammadkhani – Morteza Fonounizadeh, Majid Namjoo-Motlagh, Hamid Derakhshan, Mehdi Abtahi – Samad Marfavi, Farshad Pious Cheftrainer: Ali Parvin | Iran |
| Algerien                                          | 1:0 Benhalima (78.) | | Iran |
| 13. Oktober 1991 in Algier (Stade 5 Juillet 1962) | | |      |
| Ergebnis: 1:0 (0:0)                               | | |      |
| Zuschauer: 30.000                                 | | |      |
| Schiedsrichter: Neji Jouini ( Tunesien)           | | |      |

## 1993
| Japan                                      | Japan | Elfenbeinküste | Elfenbeinküste |
| ------------------------------------------ | --- | --- | -------------- |
| Japan                                      | \| 4. Oktober 1993 in Tokio (Nationalstadion) \| \| Ergebnis: 1:0 n. V. (0:0) \| \| Zuschauer: 53.302 \| \| Schiedsrichter: Wei Jihong ( China) \| | \| 4. Oktober 1993 in Tokio (Nationalstadion) \| \| Ergebnis: 1:0 n. V. (0:0) \| \| Zuschauer: 53.302 \| \| Schiedsrichter: Wei Jihong ( China) \| | Elfenbeinküste |
| Japan                                      | Shigetatsu Matsunaga – Takumi Horiike, Tetsuji Hashiratani , Masami Ihara, Yasutoshi Miura – Hajime Moriyasu, Mitsunori Yoshida (73. Kenta Hasegawa), Ruy Ramos – Masahiro Fukuda, Takuya Takagi, Kazuyoshi Miura Cheftrainer: Hans Ooft ( Niederlande) | Losseni Konaté – Georges Lignon, Arsène Hobou, Sam Dominique Abouo, Rufin Lué (91. Célestin Amani) – Aliou Siby Badra, Donald-Olivier Sié, Tchiressoua Guel, Yaya Doumbia (59. Adama Koné Clofie) – Abdoulaye Traoré , Ahmed Ouattara Cheftrainer: Yeo Martial | Elfenbeinküste |
| Japan                                      | 1:0 Miura (116.) | | Elfenbeinküste |
| Japan                                      | Ihara (34.), Ramos (80.) | Traoré (7.), Ouattara (29.) | Elfenbeinküste |
| 4. Oktober 1993 in Tokio (Nationalstadion) | | |                |
| Ergebnis: 1:0 n. V. (0:0)                  | | |                |
| Zuschauer: 53.302                          | | |                |
| Schiedsrichter: Wei Jihong ( China)        | | |                |

## 1995

### Hinspiel
| Usbekistan                                                  | Usbekistan | Nigeria | Nigeria |
| ----------------------------------------------------------- | --- | --- | ------- |
| Usbekistan                                                  | \| 21. Oktober 1995 in Taschkent (Paxtakor-Zentral-Stadion) \| \| Ergebnis: 2:3 (0:1) \| \| Zuschauer: 55.000 \| \| Schiedsrichter: Ali Bujsaim ( Vereinigte Arabische Emirate) \| | \| 21. Oktober 1995 in Taschkent (Paxtakor-Zentral-Stadion) \| \| Ergebnis: 2:3 (0:1) \| \| Zuschauer: 55.000 \| \| Schiedsrichter: Ali Bujsaim ( Vereinigte Arabische Emirate) \|                                                                     | Nigeria |
| Usbekistan                                                  | Oleg Belyakov – Andrey Zakharov, Farkhad Magametov , Gennadi Denisov (55. Dilmurod Nazarov), Andrei Fyodorov – Mirjalol Qosimov, Ilkhom Sharipov, Abdikakhor Marifaliev (65. Ravshan Bozorov), Sergey Lebedev (75. Shukhrat Maqsudov) – Igor Shkvyrin, Azamat Abduraimov Cheftrainer: Aleksandr Ivankov | Alloysius Agu – Augustine Eguavoen , Wasiu Ipaye, Uche Okafor, Taribo West – Mutiu Adepoju, Wilson Oruma (60. Nwankwo Kanu), Sunday Oliseh – Samson Siasia, Victor Ikpeba (85. Pascal Ojigwe), Daniel Amokachi Cheftrainer: Jo Bonfrere ( Niederlande) | Nigeria |
| Usbekistan                                                  | 1:2 Qosimov (70.) 2:3 Fyodorov (85.) | 0:1 Siasia (10.) 0:2 Ikpeba(65.) 1:3 Kanu (71.) | Nigeria |
| 21. Oktober 1995 in Taschkent (Paxtakor-Zentral-Stadion)    | | |         |
| Ergebnis: 2:3 (0:1)                                         | | |         |
| Zuschauer: 55.000                                           | | |         |
| Schiedsrichter: Ali Bujsaim ( Vereinigte Arabische Emirate) | | |         |

### Rückspiel
| Nigeria                                      | Nigeria | Usbekistan | Usbekistan |
| -------------------------------------------- | --- | --- | ---------- |
| Nigeria                                      | \| 10. November 1995 in Lagos (Nationalstadion) \| \| Ergebnis: 1:0 (0:0) \| \| Zuschauer: 60.000 \| \| Schiedsrichter: Sidi Bekaye Magassa ( Mali) \| | \| 10. November 1995 in Lagos (Nationalstadion) \| \| Ergebnis: 1:0 (0:0) \| \| Zuschauer: 60.000 \| \| Schiedsrichter: Sidi Bekaye Magassa ( Mali) \| | Usbekistan |
| Nigeria                                      | Alloysius Agu – Augustine Eguavoen, Celestine Babayaro, Uche Okafor, Uche Okechukwu – Mutiu Adepoju (60. Jay-Jay Okocha), Wilson Oruma, Sunday Oliseh – Finidi George, Nwankwo Kanu (60. Samson Siasia), Daniel Amokachi (46. Emmanuel Amuneke) Cheftrainer: Jo Bonfrere ( Niederlande) | Pavel Bugalo – Andrey Zakharov, Farkhad Magametov , Ulugbek Ruzimov (80. Bakhtiar Namazov), Akmal Khashimov – Mirjalol Qosimov, Ilkhom Sharipov, Sergey Lebedev (42. Abdikakhor Marifaliev) – Azamat Abduraimov, Ravshan Bozorov, Shukhrat Maqsudov (46. Dilmurod Nazarov) Cheftrainer: Aleksandr Ivankov | Usbekistan |
| Nigeria                                      | 1:0 Amuneke (82.) | | Usbekistan |
| 10. November 1995 in Lagos (Nationalstadion) | | |            |
| Ergebnis: 1:0 (0:0)                          | | |            |
| Zuschauer: 60.000                            | | |            |
| Schiedsrichter: Sidi Bekaye Magassa ( Mali)  | | |            |

## 1999

### Hinspiel
| Südafrika                                            | Südafrika | Saudi-Arabien | Saudi-Arabien |
| ---------------------------------------------------- | --- | --- | ------------- |
| Südafrika                                            | \| 18. September 1999 in Kapstadt (Green Point Stadium) \| \| Ergebnis: 1:0 (0:0) \| \| Zuschauer: 20.000 \| \| Schiedsrichter: Felix Tangawarima ( Simbabwe) \|                                                                                          | \| 18. September 1999 in Kapstadt (Green Point Stadium) \| \| Ergebnis: 1:0 (0:0) \| \| Zuschauer: 20.000 \| \| Schiedsrichter: Felix Tangawarima ( Simbabwe) \| | Saudi-Arabien |
| Südafrika                                            | John Tlale – Papi Khomane, Mark Fish , Pierre Issa, Ivan McKinley (46. Quinton Fortune) – Eric Tinkler, Thabo Mngomeni (52. Helman Mkhalele), John Moshoeu, Joel Masilela – Pollen Ndlanya, Benni McCarthy (74. Shaun Bartlett) Cheftrainer: Trott Moloto | Mohammad ad-Daʿayyaʿ – Mohammed al-Khilaiwi, Abdullah Zubromawi, Saleh al-Dawod, Hussein Suleimani, Muhammad al-Dschahani – Fahad Saad al-Subaie, Ibrahim al-Harbi, Abdullah al-Wakid (61. Nawaf at-Tamyat) – Hamzah Falatah (80. Fahad al-Mehallel), Marzouk al-Otaibi (56. Ubaid ad-Dusari) Cheftrainer: Milan Máčala ( Tschechien) | Saudi-Arabien |
| Südafrika                                            | 1:0 Ndlanya (48.) | | Saudi-Arabien |
| 18. September 1999 in Kapstadt (Green Point Stadium) | | |               |
| Ergebnis: 1:0 (0:0)                                  | | |               |
| Zuschauer: 20.000                                    | | |               |
| Schiedsrichter: Felix Tangawarima ( Simbabwe)        | | |               |

### Rückspiel
| Saudi-Arabien                                   | Saudi-Arabien | Südafrika | Südafrika |
| ----------------------------------------------- | --- | --- | --------- |
| Saudi-Arabien                                   | \| 30. September 1999 in Riad (König-Fahd-Stadion) \| \| Ergebnis: 0:0 \| \| Zuschauer: 50.000 \| \| Schiedsrichter: Saad Kamil Al-Fadhli ( Kuwait) \| | \| 30. September 1999 in Riad (König-Fahd-Stadion) \| \| Ergebnis: 0:0 \| \| Zuschauer: 50.000 \| \| Schiedsrichter: Saad Kamil Al-Fadhli ( Kuwait) \|                                                                              | Südafrika |
| Saudi-Arabien                                   | Mohammad ad-Daʿayyaʿ – Mohammed al-Khilaiwi, Abdullah Zubromawi, Saleh al-Dawod, Hussein Suleimani, Muhammad al-Dschahani – Nawaf at-Tamyat, Fahad Saad al-Subaie, Ibrahim al-Harbi, Khalid al-Temawi (80. Fahad Saad al-Subaie) – Sami al-Dschabir (64. Fahad al-Mehallel), Ubaid ad-Dusari (71. Marzouk al-Otaibi) Cheftrainer: Milan Máčala ( Tschechien) | Andre Arendse – Aaron Mokoena, Mark Fish , Frank Schoeman, Ivan McKinley – Eric Tinkler, Alex Bapela, Joel Masilela, (61. Thabo Mngomeni), Daniel Mudau, Dumisa Ngobe (65. Godfrey Sapula) – Phil Masinga Cheftrainer: Trott Moloto | Südafrika |
| Saudi-Arabien                                   | al-Dschabir (35.) | | Südafrika |
| 30. September 1999 in Riad (König-Fahd-Stadion) | | |           |
| Ergebnis: 0:0                                   | | |           |
| Zuschauer: 50.000                               | | |           |
| Schiedsrichter: Saad Kamil Al-Fadhli ( Kuwait)  | | |           |

## 2007
| Japan                                      | Japan | Ägypten | Ägypten |
| ------------------------------------------ | --- | --- | ------- |
| Japan                                      | \| 17. Oktober 2007 in Osaka (Nagai Stadion) \| \| Ergebnis: 4:1 (2:0) \| \| Zuschauer: 41.901 \| \| Schiedsrichter: Grzegorz Gilewski ( Polen) \| | \| 17. Oktober 2007 in Osaka (Nagai Stadion) \| \| Ergebnis: 4:1 (2:0) \| \| Zuschauer: 41.901 \| \| Schiedsrichter: Grzegorz Gilewski ( Polen) \| | Ägypten |
| Japan                                      | Yoshikatsu Kawaguchi – Yūichi Komano, Akira Kaji, Yūji Nakazawa – Yūki Abe, Keita Suzuki (73. Jungo Fujimoto), Kengo Nakamura, Yasuhito Endō (73. Yasuyuki Konno), Satoru Yamagishi (73. Hideo Hashimoto) – Ryōichi Maeda, Yoshito Ōkubo Cheftrainer: Ivica Osim ( Bosnien und Herzegowina) | Mohamed Abdel Monsef – Hany Said, Mahmoud Fathalla, Ahmed Elmohamady, Sayed Moawad – Mohamed Homos, Abdul Rahman Mohie (52. Gomaa Mashhour), Hosni Abd-Rabou – Amr Zaki (79. Akram Abdel-Majeed), Mohamed Fadl, Ahmed Hassan Farag (46. Omar Gamal) Cheftrainer: Hassan Shehata | Ägypten |
| Japan                                      | 1:0 Ōkubo (21.) 2:0 Ōkubo (42.) 3:0 Maeda (53.) 4:1 Kaji (68.) | 3:1 Fadl (58.) | Ägypten |
| Japan                                      | Nakazawa (34.) | Abdel-Majeed (90.+2) | Ägypten |
| 17. Oktober 2007 in Osaka (Nagai Stadion)  | | |         |
| Ergebnis: 4:1 (2:0)                        | | |         |
| Zuschauer: 41.901                          | | |         |
| Schiedsrichter: Grzegorz Gilewski ( Polen) | | |         |